# Aphis nerii
El pulgón de la adelfa (Aphis nerii)  es un pulgón de la familia Aphididae.  En inglés se lo conoce como "oleander aphid" o "milkweed aphid", en referencia a su planta huésped principal, la adelfa, Nerium oleander, y a las plantas a las que se ha adaptado en los lugares en que ha sido introducido, los algodoncillos o Asclepias.

## Biología
Son de color amarillo-naranja. Los adultos miden 1,5 a 2,6 mm. En muchos lugares donde han sido introducidos no se conocen los machos, por lo tanto son partenogenéticos. Son vivíparas y se multiplican a gran velocidad. Cuando las poblaciones alcanzan una alta densidad, se producen ejemplares alados los cuales pueden migrar a otras plantas.
Al igual que otros insectos que se alimentan de plantas apocináceas, adquieren toxinas producidas por la planta huésped que los hacen tóxicos. Advierten su toxicidad con su color brillante. Aun así son atacados por una variedad de depredadores y parasitoides, aunque algunos sufren los efectos de su toxicidad. Son capaces de trasmitir cuatro o más virus de las plantas.

## Distribución
Se considera que se originó en la región mediterránea, en donde se encuentra su planta huésped principal, Nerium oleander. Ha sido introducido accidentalmente en casi todo el mundo con su planta. Ha encontrado otros huéspedes, miembros de la familia Apocynaceae y se ha vuelto altamente invasiva alimentándose en plantas de esta familia. Ocasionalmente se alimenta de plantas de Convolvulaceae, Asteraceae y Euphorbiaceae. También se los ha encontrado muy raramente en Citrus.

## Galería

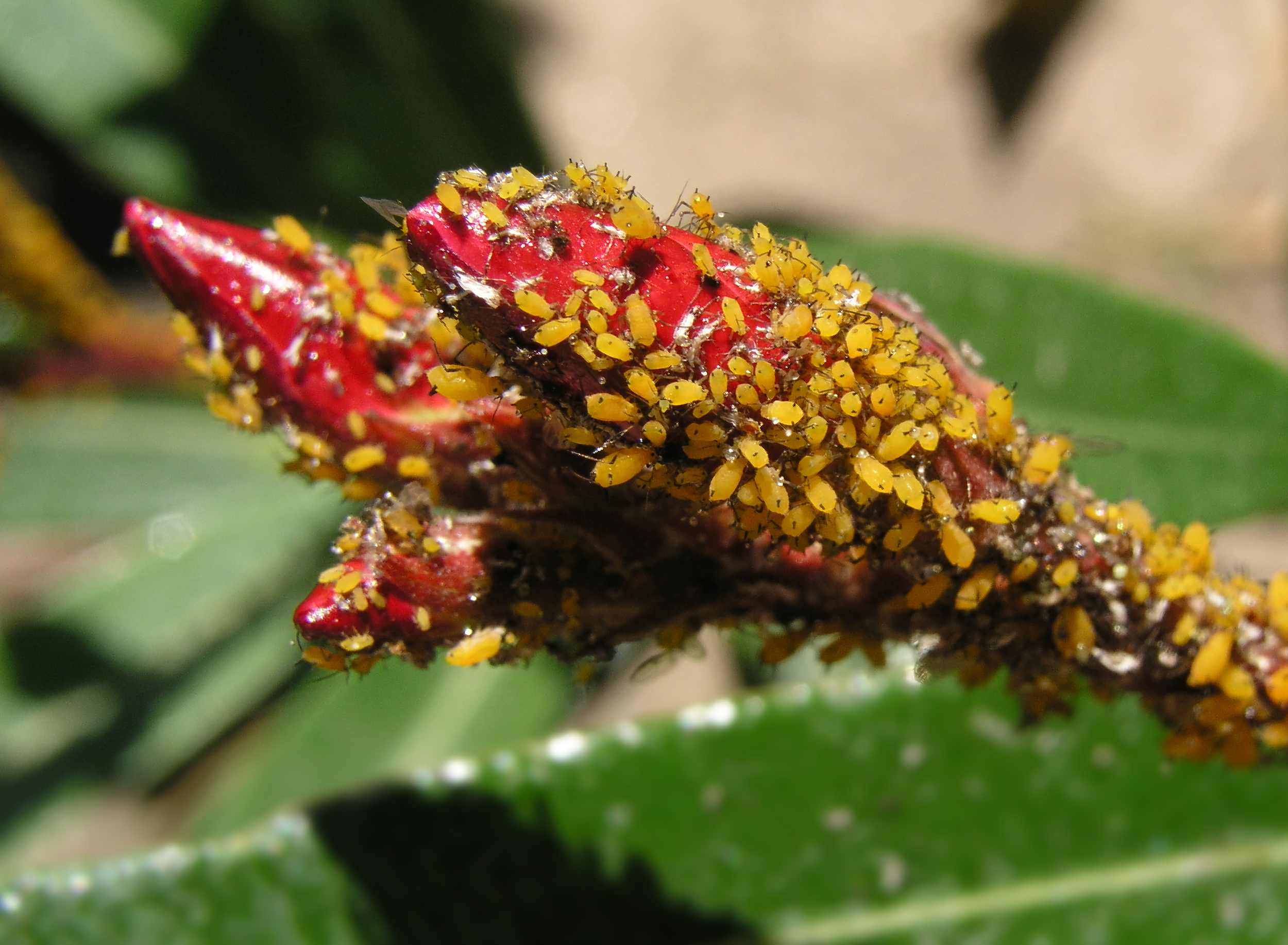
Colonia en Nerium oleander
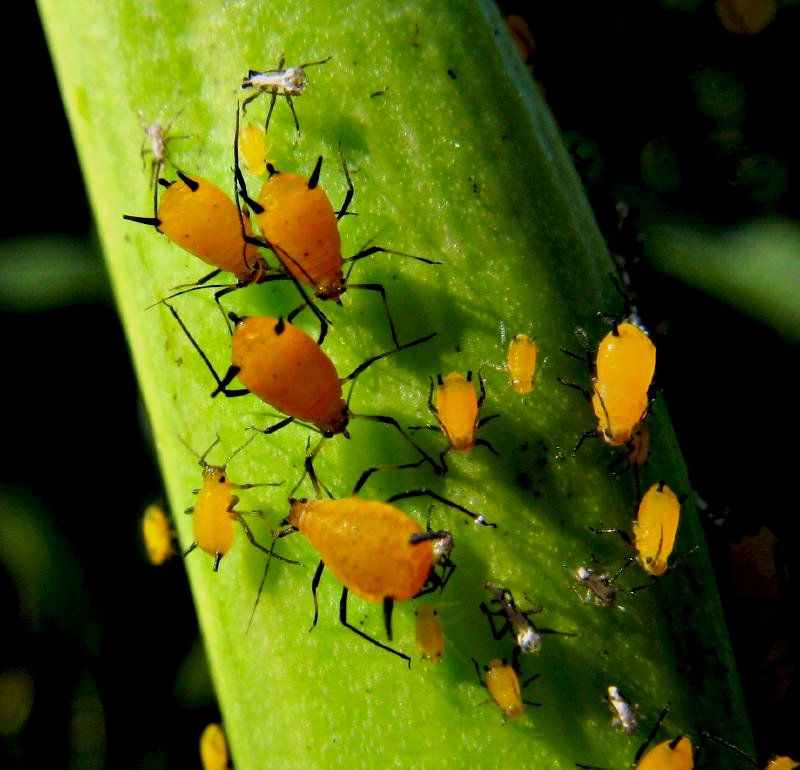
Ninfas y adultos de Aphis nerii
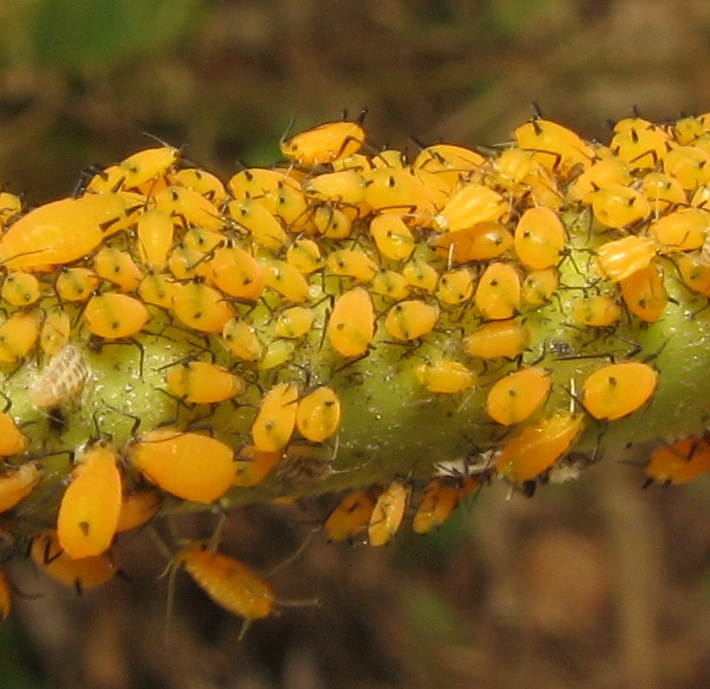
Colonia de Aphis nerii en Asclepias syriaca (algodoncillo)
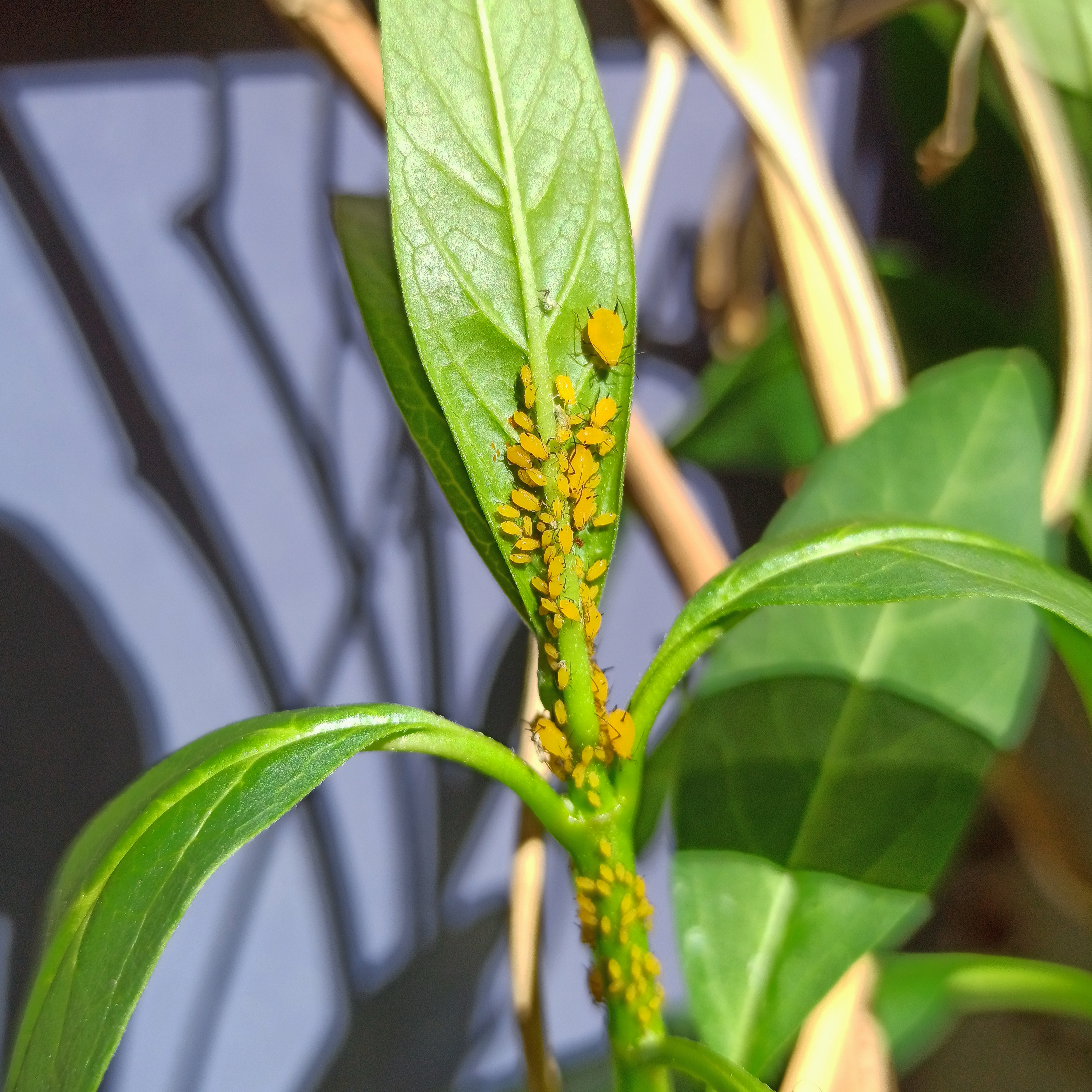
Colonia de Aphis nerii en Asclepias curassavica
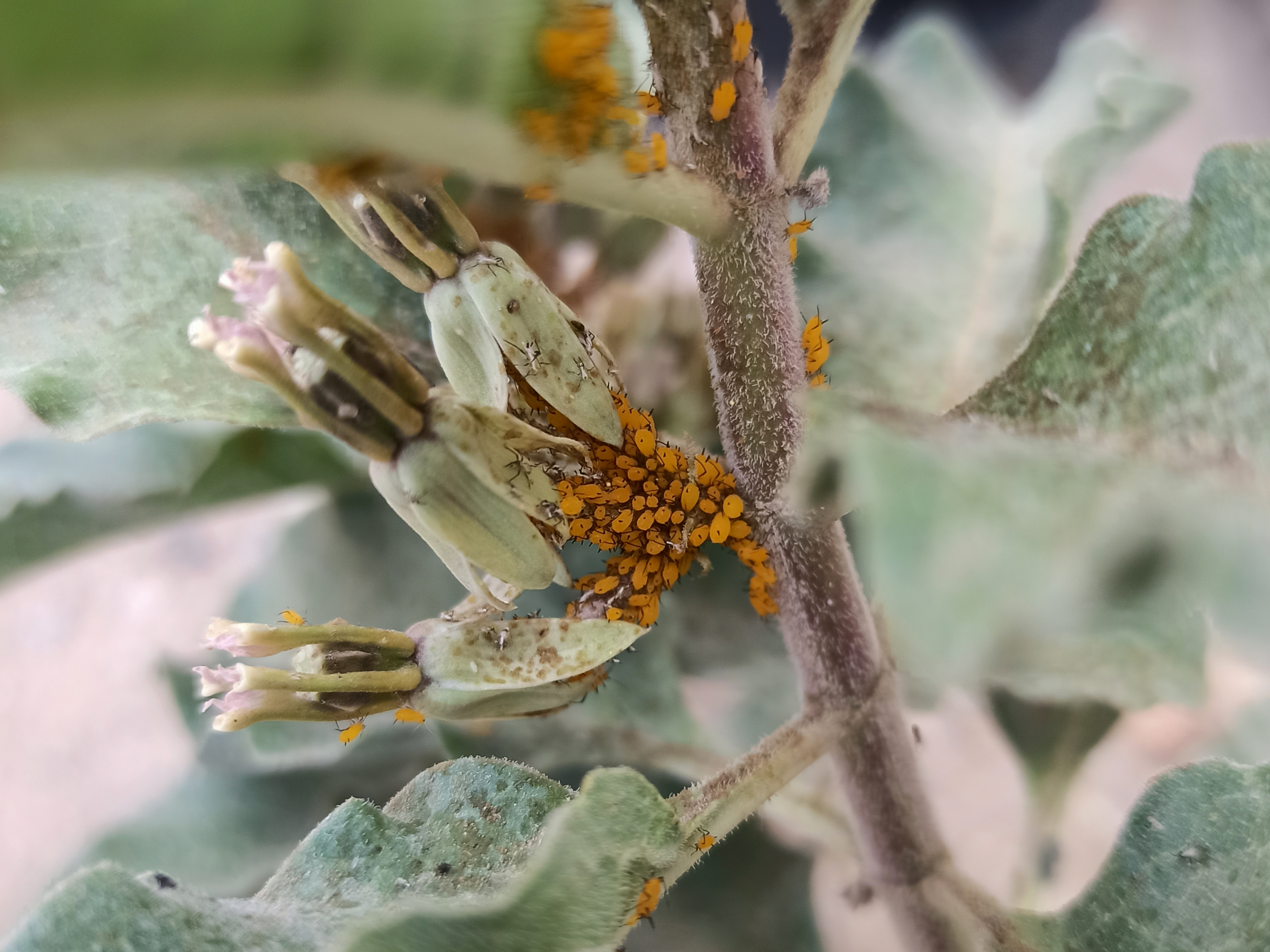
Colonia de Aphis nerii en Asclepias oenotheroides
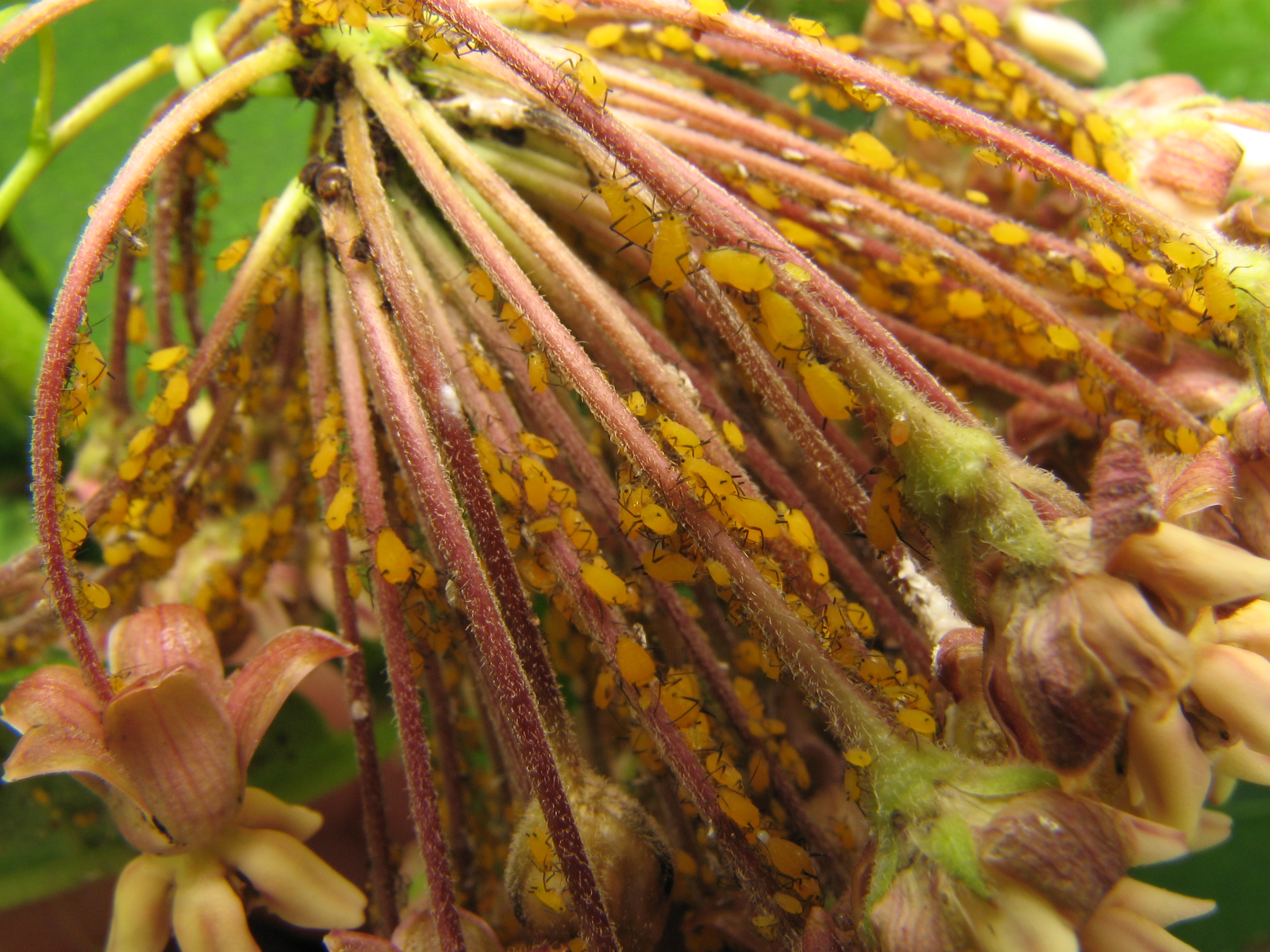
Colonia de Aphis nerii en inflorescencia de Asclepias syriaca
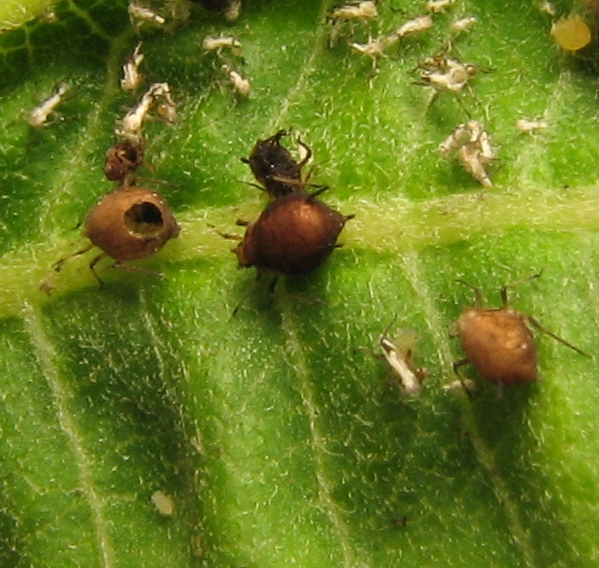
"Momias" de áfidos parasitados por una avispa parasitoide, Aphidiinae, posiblemente Lysiphlebus